# 밀리터리 SF

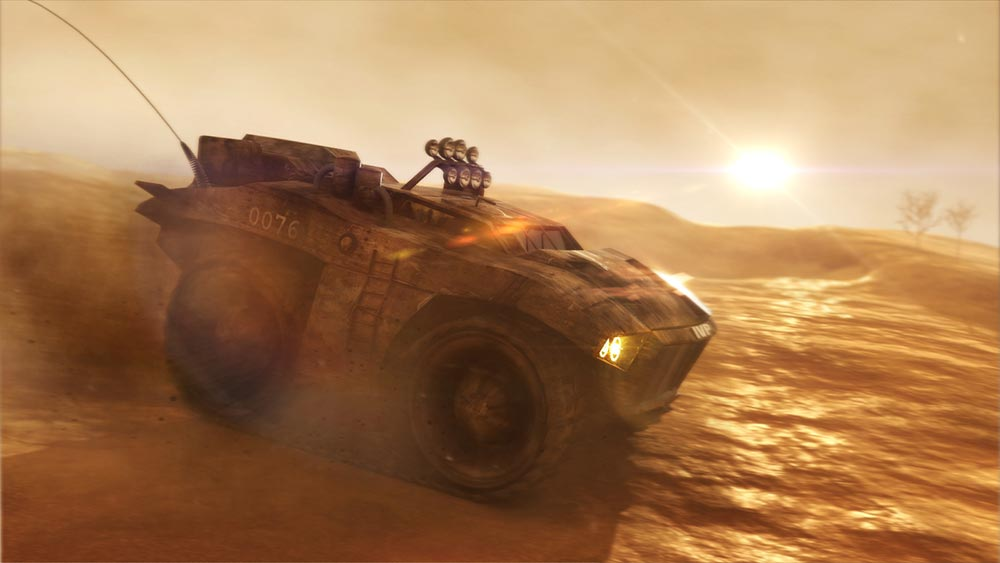

밀리터리 SF(Military science fiction)는 SF의 하위 장르 중 하나로, 주요 등장 인물이 군인이며, 주로 우주와 지구 이외의 행성에서의 무력 충돌을 그리는 것을 특징으로 한다. 전투와 전술을 상세하게 묘사하고 군대나 개별 군인을 묘사하는 것이 밀리터리 SF의 기본이다.

## 같이 보기
- 전쟁 소설